# El Xúchitl, Cotaxtla
El Xúchitl är en ort i Mexiko.   Den ligger i kommunen Cotaxtla och delstaten Veracruz, i den sydöstra delen av landet, 300 km öster om huvudstaden Mexico City. El Xúchitl ligger 60 meter över havet och antalet invånare är 184.
Terrängen runt El Xúchitl är platt, och sluttar österut. Runt El Xúchitl är det ganska glesbefolkat, med 39 invånare per kvadratkilometer. Närmaste större samhälle är Soledad de Doblado, 12,6 km nordväst om El Xúchitl. Omgivningarna runt El Xúchitl är en mosaik av jordbruksmark och naturlig växtlighet.